# Трусов, Анатолий Анатольевич
Анато́лий Анато́льевич Тру́сов (род. 1940) — советский и российский физик, доктор физико-математических наук, профессор. Декан физического факультета Ленинградского государственного университета в 1986—1991 годах.

## Биография
В 1962 году окончил с отличием физический факультет Ленинградского государственного университета, в 1967 году защитил кандидатскую диссертацию. В 1964—1972 годах был ассистентом физического факультета, в 1972—1981 годах — доцентом. В 1981 году защитил докторскую диссертацию, с 1982 года — профессор, с 1983 года — заведующий кафедрой молекулярной биофизики.
В 1972—1979 годах был заместителем декана физического факультета ЛГУ, в 1983—1986 годах — проректором по учебной и научной работе Петродворцового учебно-научного комплекса университета, 1986—1991 годах — деканом физического факультета, в 2007—2009 годах — первым заместителем декана физического факультета.
С 1981 года является членом Учёного совета физического факультета, в 1993—2010 годах был членом и вице-президентом Международного комитета «Molecular Electroopto Committee».

## Научная деятельность
Является специалистом в области физики дисперсных систем, занимается электрооптикой и кондуктометрией дисперсных систем.
Является автором более ста пятидесяти научных статей и нескольких монографий.

## Признание
- 1988 — почётная грамота Министерства высшего и среднего специального образования РСФСР.
- 1997 — первая премия Санкт-Петербургского государственного университета.
- 1999 — орден Дружбы.
- 2003 — медаль «В память 300-летия Санкт-Петербурга».
- 2008 — медаль «Санкт-Петербургский государственный университет».
- 2009 — знак «Почётный работник высшего профессионального образования».